# Прието, Игнасио
Игнасио Прието Уррехола (исп. Ignacio Prieto Urrejola; род. 23 сентября 1943, Сантьяго, Чили) — чилийский футболист, игравший на позициях полузащитника и защитника. Младший брат футболиста Андреса Прието.

## Клубная карьера
Во взрослом футболе дебютировал в 1962 году выступлениями в команде «Универсидад Католика», в которой провёл шесть сезонов и стал чемпионом Чили в 1966 году.
В 1968—1971 годах выступал за уругвайский «Насьональ», с которым завоевал Кубок Либертадорес 1971 и стал трёхкратным чемпионом страны.
В 1971 году перешёл во французский клуб «Лилль», за который отыграл пять сезонов. В течение сезона 1976/77 годов выступал за другой французский клуб «Лаваль», после чего вернулся в «Универсидад Католика» и завершил карьеру в 1979 году.

## Карьера в сборной
15 апреля 1965 года дебютировал в официальных играх в составе национальной сборной Чили, сыграв против сборной Перу.
Был участником чемпионата мира 1966 года в Англии, где сыграл во всех трёх матчах, но команда не преодолела групповой этап.
Последний раз в составе национальной сборной сыграл в марте 1977 года.